# Sporopodium citrinum
Sporopodium citrinum är en lavart som först beskrevs av Alexander Zahlbruckner, och fick sitt nu gällande namn av Elix, Lumbsch & Lücking 1995. Sporopodium citrinum ingår i släktet Sporopodium och familjen Ectolechiaceae.   Inga underarter finns listade i Catalogue of Life.